# Peeps
Peeps (br: Vampiros em Nova York - Os Primeiros Dias) é um romance de 2005 de Scott Westerfeld, que conta a história de um parasita que faz com que as pessoas se tornem canibais. Gira em torno do protagonista, Cal Thompson, que vive com este parasita e tenta descobrir uma possível ameaça a toda a população do mundo. A ameaça apocalíptica para o mundo começa em Peeps e continua em The Last Days, um livro associado que caracterizou alguns destes mesmos personagens.